# Inter Processor Interrupt
Ein Inter Processor Interrupt (IPI) ist ein spezieller Interrupt, der von Prozessoren in Multiprozessorsystemen genutzt wird. Durch einen IPI ist ein Prozessor in der Lage, auf einem bestimmten Prozessor den Interrupt auszulösen, der im Interruptvektor angegeben war. Auf diese Weise kann ein Prozessor einen anderen Prozessor oder sich selbst zum Ausführen einer speziellen Funktion veranlassen.
In x86-basierten Multiprozessorsystemen wird ein IPI über den Advanced Programmable Interrupt Controller versendet.